# Tiflis-See
Der Tiflis-See (georgisch თბილისის წყალსაცავი, Tbilissis Zqalsazawi) oder Tiflis-Speicher ist ein künstlicher See am Rande von Tiflis, der als Wasserspeicher dient.
Der See hat eine Länge von 8,75 km und eine Breite von 2,85 km. Er wurde 1953 eröffnet und ist seitdem ein beliebter Erholungsort geworden. Es ist in Planung, den Tiflis-See zu einem Erholungspark mit zahlreichen Sportangeboten zu entwickeln.